# Vessioli (Zariovo)
Vessioli - Весëлый (rus) - és un khútor que pertany al municipi de Zariovo (República d'Adiguèsia, Rússia). Vessioli és a la vora esquerra del riu Ulka, a 14 km a l'oest de Khakurinokhabl i a 50 km al nord-oest de Maikop, la capital de la república.